# Friedrich Haide
Johann Michael Friedrich Haide, genannt Löwenfels, (3. Januar 1771 in Mainz – 26. Januar 1840 in Weimar) war ein deutscher Theaterschauspieler.

## Leben
Haide, Sohn des Mainzer Stadtgerichtsdieners Jakob Heyd (Heiden), gest. 1797, und der Anna Christina Klara Müller, geb. 1741, studierte zunächst Medizin, vermutlich in Duisburg, brach das Studium aber zugunsten der Schauspielerei ab. Seine Bühnenlaufbahn begann 1790/91 bei der Schauspielergesellschaft von Peter Matthias Rheinberg.
1792 spielte er unter dem Namen Löwenfels bei Friedrich Wilhelm Bossann. 1793 kam er durch Empfehlung des Schauspielers Heinrich Vohs an das Hoftheater in Weimar, wo er im Mai 1793 als Ersatz für Karl Friedrich Domaratius, der das 2. Liebhaberfach innehatte, engagiert wurde. Am 18. Mai 1793 debütierte er als „Peter“ im Herbsttag. Goethe engagierte ihn, trotz fehlender Ausbildung und Übung, weil er Gefallen an ihm gefunden hatte. 1798 musste Goethe persönlich sogar seine Entlassung verhindern, da er seine oft gerügten malenden Gebärden und sprachlichen Manierismen nur mehr im Zaum halten als abstellen konnte. Da er jedoch eine gediegene Bildung sowie ein zwar widerspenstiges, jedoch nicht unbelehrbares Verhalten zeigte, blieb er in Weimar bis 1807 engagiert.
Sein widerspenstiges, jedoch belehrbares Benehmen, gefährdete nicht seine durch gediegene Bildung gefestigten künstlerischen Einsichten. Obwohl er neben Johann Jakob Graff eine der beiden wichtigsten Darsteller des Weimarer Hoftheaters war, ging er 1807 gegen Goethes Willen ans Hofburgtheater in Wien, weil er meinte dort mehr Spielraum zu haben.
Er kehrte jedoch bereits 1808 reumütig nach Weimar zurück, gegen den Widerstand Goethes. Vom 12. März 1808 bis 1. Januar 1818 spielte er dort ununterbrochen, wurde dann (im Zusammenhang mit Goethes Abgang von Weimar) pensioniert, aber schon am 4. April 1818 von neuem engagiert, um bis zu seiner definitiven Pensionierung im Herbst 1832 dem Weimarer Theater anzugehören. Er starb in Weimar am 29. Januar 1832. 
Vortrefflich in Heldenrollen, fand Haide den Beifall seiner Zeitgenossen, namentlich auch den Beifall Schillers und Goethes. So war er auch am 17. März 1804 in der Uraufführung des Wilhelm Tell von Friedrich von Schiller der erste „Wilhelm Tell“. Schiller änderte sogar, vermutlich auf Haides Rat hin, den Monolog in seinem Stück. Haide aber wurde immer wieder der Vorwurf gemacht, Deklamation über Erlebnisfähigkeit zu setzen, was ihn allerdings nie beirrte.
Von seinen Rollen sind zu nennen: „Karl Moor“, „Oranien“, „Tempelherr“, „Don Cesar“, „Mahomet“, „Kunz Kuruth“, „Antonio“ im Tasso, „Kapuziner“ im Wallenstein oder mürrische und gutherzige Alte, auch Väter im Lustspiel.